# In guerra
In guerra (En guerre) è un film del 2018 diretto da Stéphane Brizé.
Seconda parte di una trilogia del regista sul mondo del lavoro, dopo La legge del mercato (2015) e prima di Un altro mondo (2021). Come il primo film della trilogia è interpretato da Vincent Lindon ed attori non professionisti che ricoprono ruoli con lavori simili ai loro (ad eccezione dei dirigenti d'azienda). Il film si concentra sull'aspetto delle lotte sindacali.
È stato presentato in concorso al 71º Festival di Cannes.

## Trama
Nonostante i pesanti sacrifici finanziari fatti dai dipendenti, la direzione delle aziende Perrin decide di chiudere anzitempo un loro stabilimento da 1100 posti di lavoro che avevano promesso in cambio di proteggere per almeno 5 anni. I dipendenti, guidati dal portavoce Laurent, decidono di combattere contro questa decisione.

## Produzione
Le riprese sono durate 23 giorni, tra ottobre e novembre 2017.
Il personaggio di Laurent è ispirato a Édouard Martin. Il sindacalista Xavier Mathieu, che era apparso ne La legge del mercato, ha collaborato alla stesura della sceneggiatura.

## Distribuzione
Presentato in anteprima il 15 maggio 2018 in concorso alla 71ª edizione del Festival di Cannes, è stato distribuito nelle sale cinematografiche francesi dal giorno seguente.
È stato distribuito nelle sale cinematografiche italiane a partire dal 15 novembre dello stesso anno da Academy Two.

## Riconoscimenti
- 2018 - Festival di Cannes
  - In concorso per la Palma d'oro
- 2019 - Premi Lumière
  - Candidatura per il miglior attore a Vincent Lindon